# Санта-Інес (Бургос)
Санта-Інес (ісп. Santa Inés) — муніципалітет в Іспанії, у складі автономної спільноти Кастилія-і-Леон, у провінції Бургос. Населення — 149 осіб (2010).
Муніципалітет розташований на відстані близько 180 км на північ від Мадрида, 34 км на південь від Бургоса.

## Демографія
Динаміка населення (INE ):